# Wielka Synagoga w Jassach
Wielka Synagoga w Jassach – żydowski dom modlitwy w rumuńskim mieście Jassy. Jest to najstarsza synagoga zachowana do dziś w kraju i najstarsza czynna synagoga w Rumunii. Budowla znajduje się na liście krajowego rejestru zabytków w Rumunii (kod IS-II-m-B-04057).

## Historia i architektura
Gmach powstał w drugiej połowie XVII wieku i został zbudowany z cegły oraz kamienia. Wnętrze posiada zdobienia freskowe. Jest to budynek wolnostojący w małym ogrodzie na ulicy Cucu, usytuowanym na północ od centrum miasta w starej dzielnicy żydowskiej Târgu Cucului. Przed II wojną światową, w pobliżu centrum miasta było ponad 110 synagog.
Budynek ma dwa skrzydła. Jedno ze skrzydeł jest dwupiętrowe, nakryte beczkowym sklepieniem. Drugie skrzydło zajmuje wysoki hall przykryty kopułą, która jest zwieńczona latarnią. Kopuła została dobudowana na początku XX wieku. Otwory okienne są łukowe.

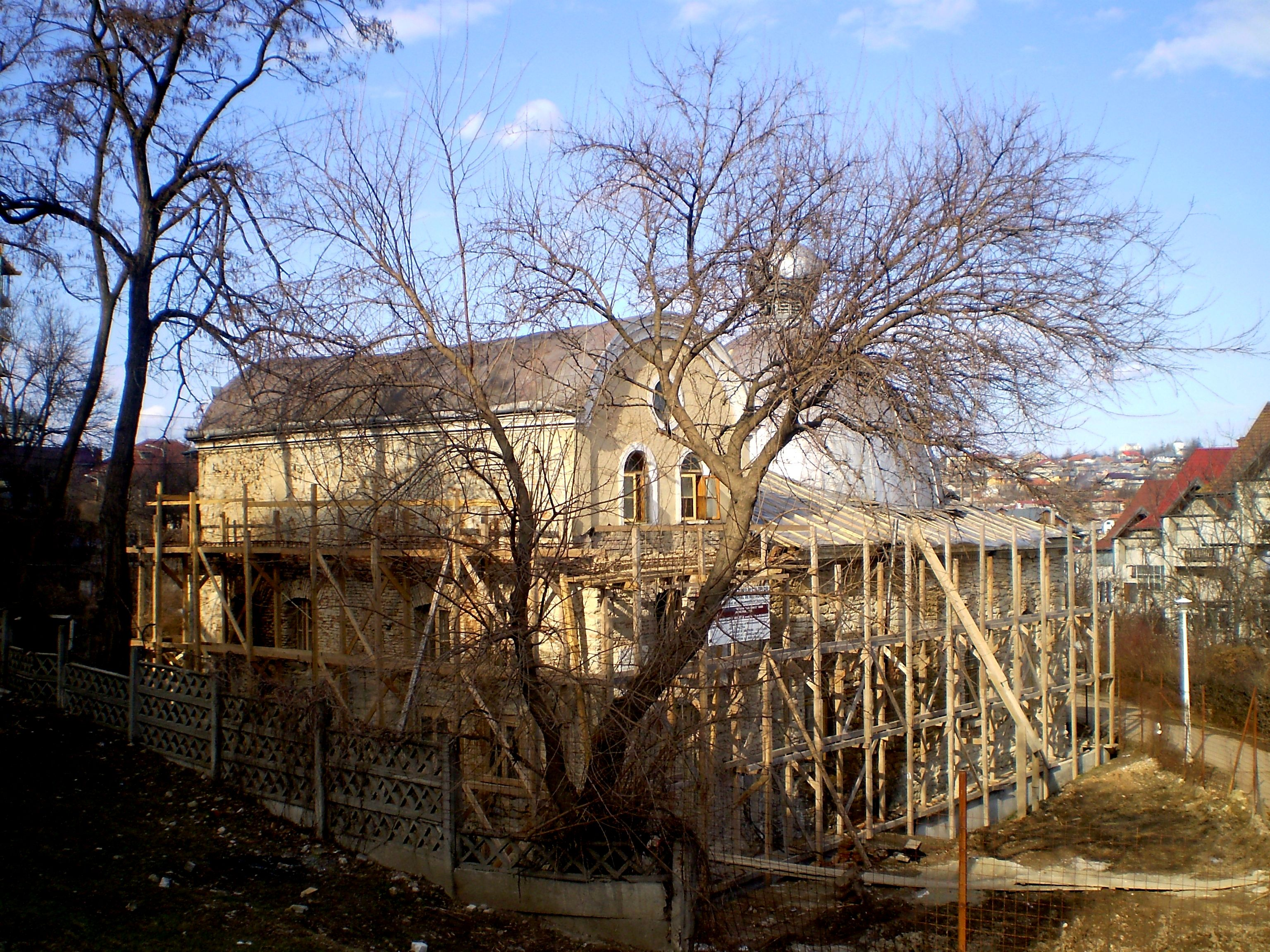
Wielka Synagoga podczas renowacji

Synagoga przeszła wiele remontów generalnych, między innymi w 1761, 1822 i 1864 roku. Budowla została częściowo odrestaurowana w roku 1970, a pełna renowacja zabytku została zapoczątkowana w roku 2010. Synagoga jest jedną z dwóch budowli, która nadal jest użytkowana przez żydowską społeczność Jass.

## Galeria

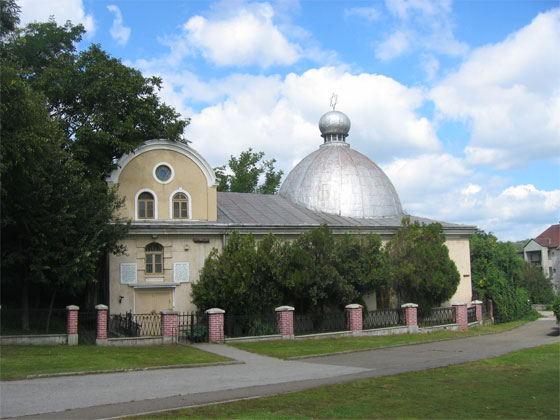
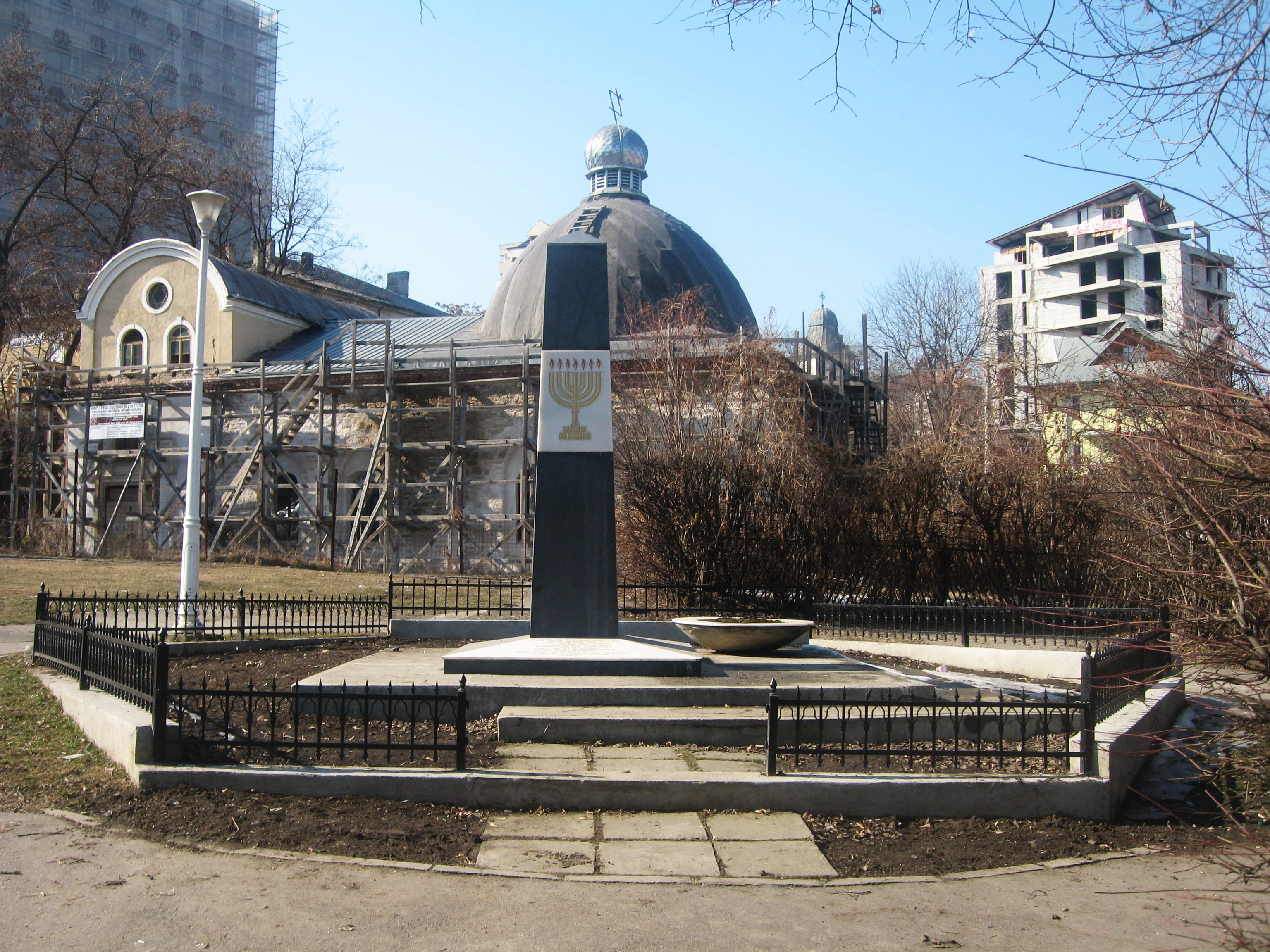
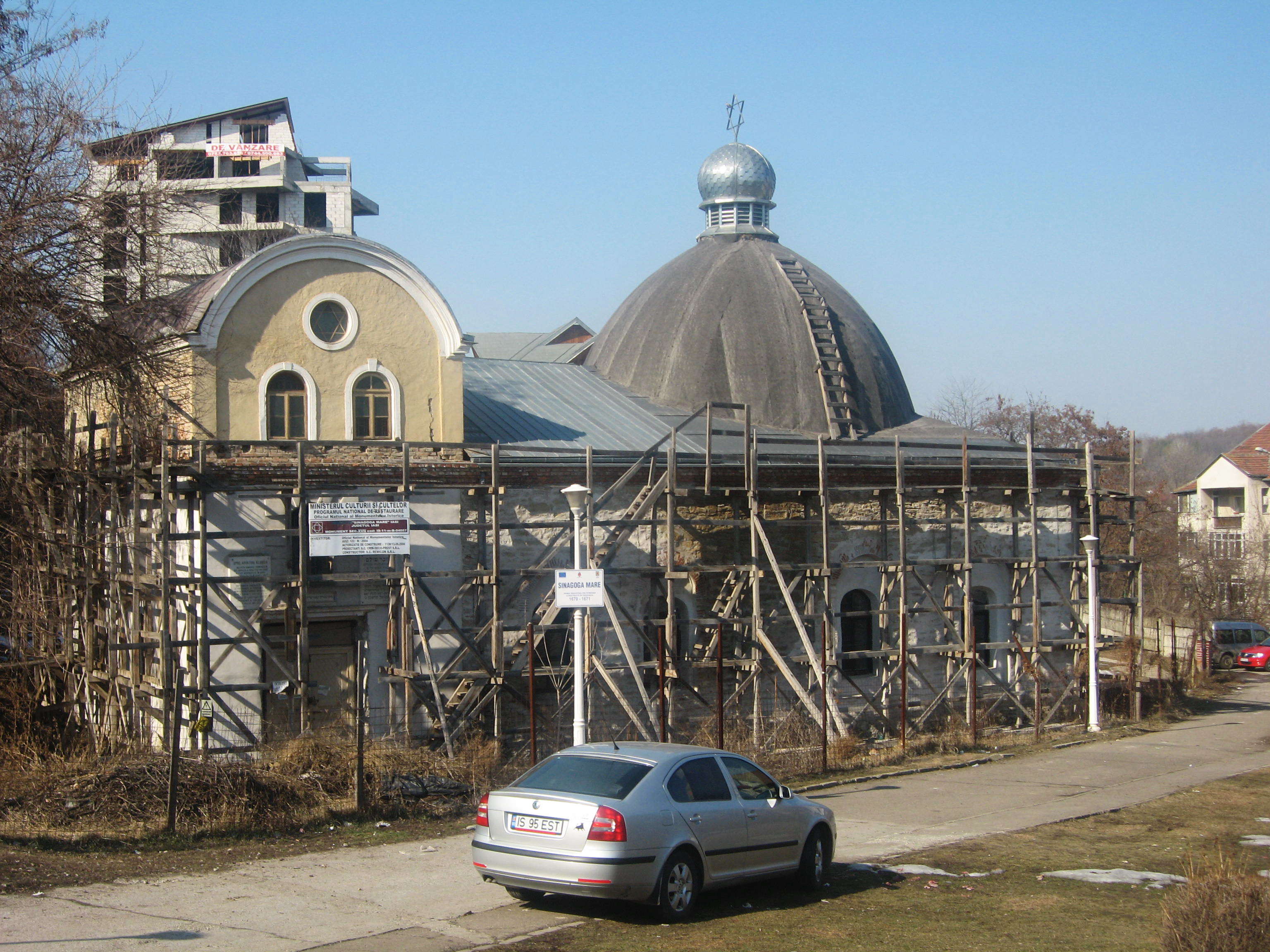
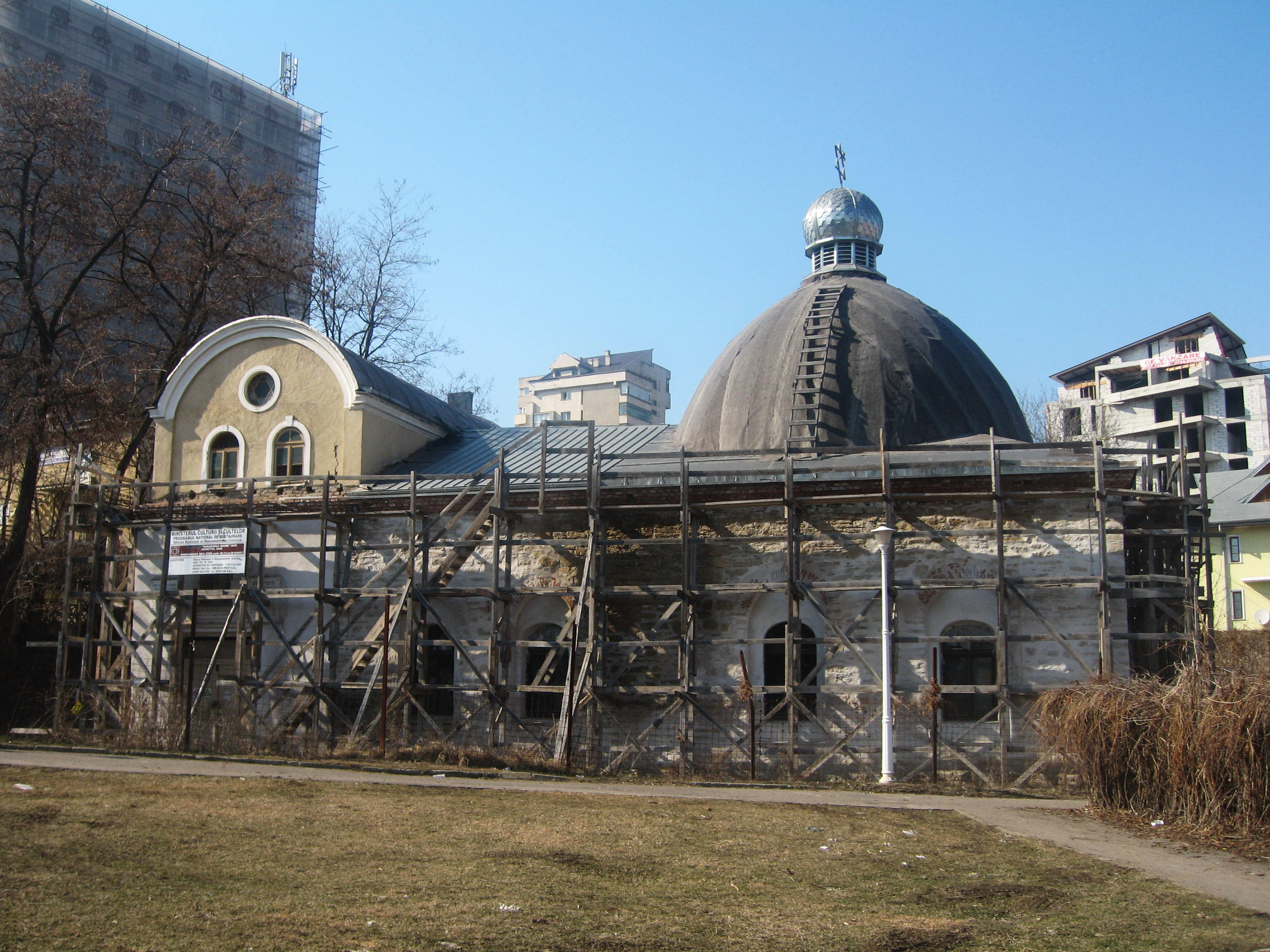
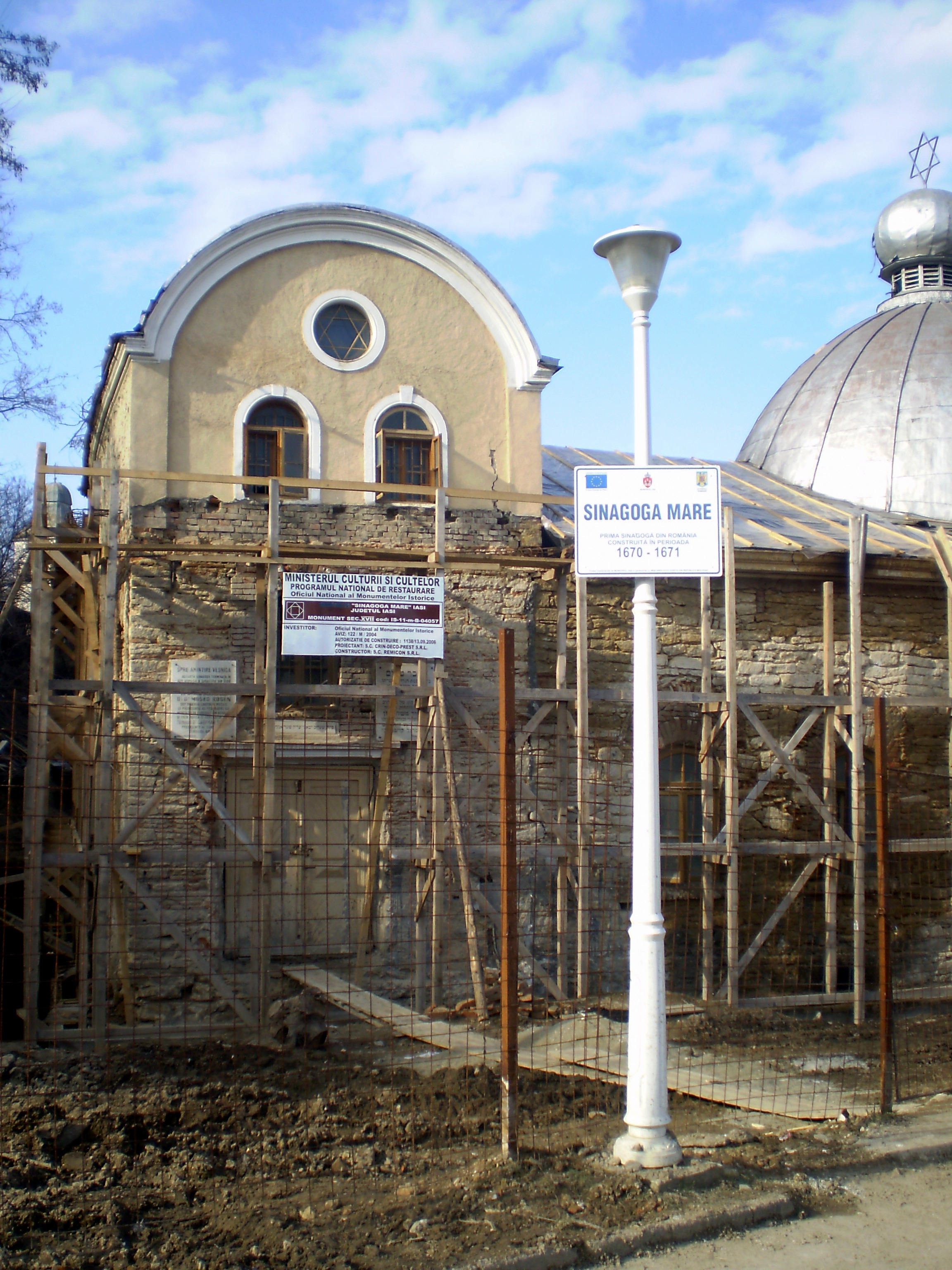
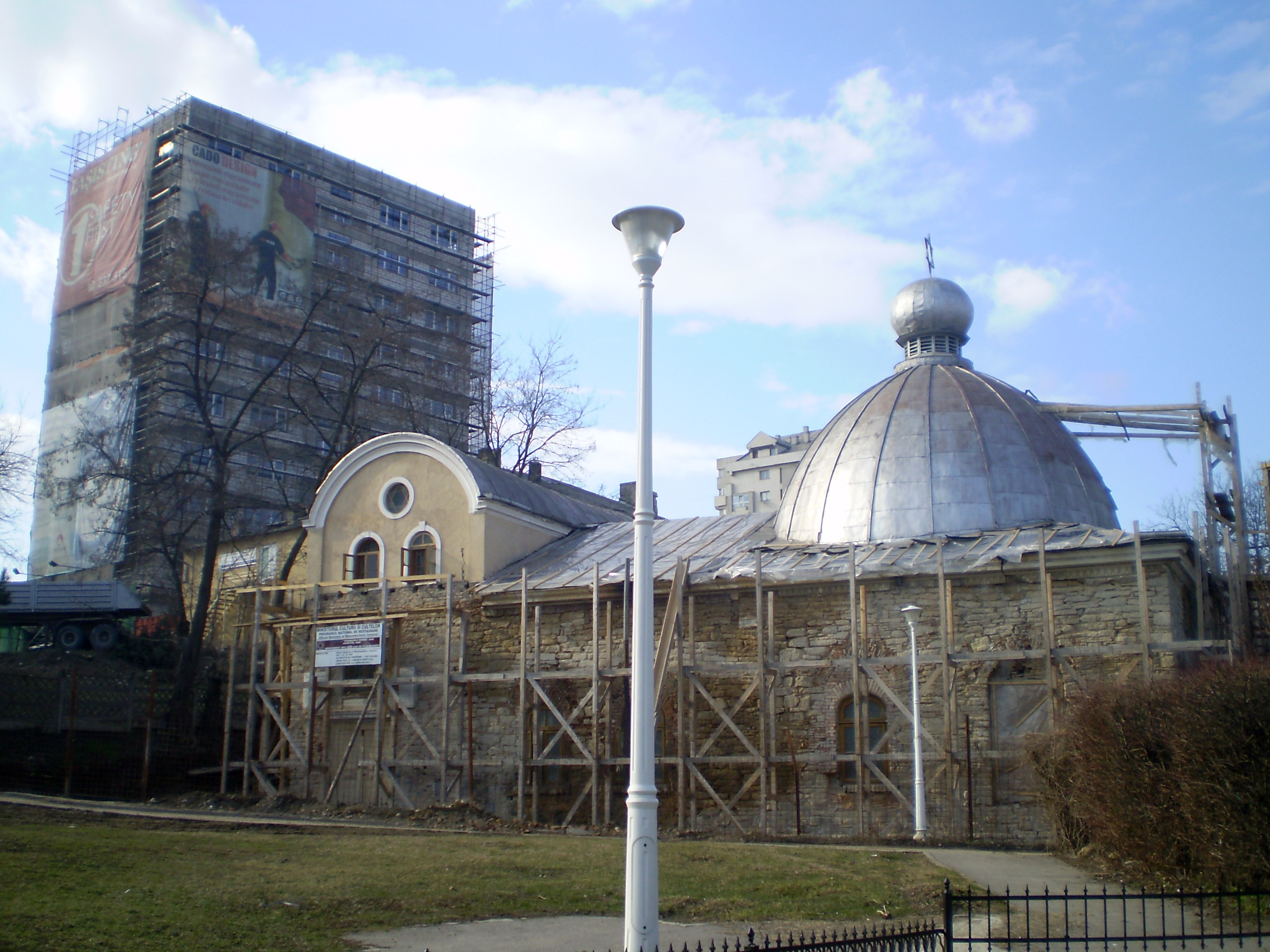